# 石田晴久
石田 晴久（いしだ はるひさ、1936年10月30日 - 2009年3月9日）は、日本の計算機科学者。東京大学名誉教授、サイバー大学IT総合学部長。アイオワ州立大学でPh.D取得。
C言語のリファレンス本であった「The C Programming Language」（通称「K&R」）の日本語版「プログラミング言語C」の訳者としても有名。他にUNIX関連の著書、訳書を多数執筆した。東京大学時代には大型計算機センター長として、慶應義塾大学の村井純らと共に日本におけるインターネットの基礎を築いた。大学の仕事、一般向けの著作活動以外にも技術の普及、広報に力を注いだ。

## 経歴
1936年、台湾に生まれる。茨城県立土浦第一高等学校を経て、1959年東京大学理学部物理学科卒業、1961年東京大学大学院数物系研究科物理学専門課程修士課程修了。論文名は「 A Study on Esaki Diode High Speed Logical Circuits」、指導教官は高橋秀俊。
その後、フルブライト奨学金で米国に留学。アイオワ州立大学で1964年にPh.D.を取得。Ph.D. 論文タイトルは"A generalized learning network using adaptive threshold elements"。
1964年マサチューセッツ工科大学研究員、1966年電気通信大学助教授を経て、1970年に東京大学大型計算機センター助教授に就任。1975年-1976年、AT&T ベル研究所 客員研究員。1982年に東京大学教授となり、1997年に退官。同年に多摩美術大学に移り情報デザイン学科教授・メディアセンター所長を務め、2007年3月に同大学を退職。同年4月に開校したサイバー大学のIT総合学部長に就任し、亡くなるまで同職を務めた。このほか日本ネットワークセキュリティ協会会長も務めていたが、同年6月に特別顧問へと退いた。日本インターネット協会（IAjapan）名誉会長、ISOC Board of Trustees（1993-1998）。
2009年3月9日午前7時00分、心筋梗塞のため東京都内の病院で72歳で没した。叙従四位、授瑞宝小綬章。
没後、2013年6月にインターネットソサエティによるインターネットの殿堂への殿堂入りが発表された。授賞式には夫人が参加した。同時に殿堂入りする村井純は東京大学大型計算機センター時代に教授と助手の関係にあった。

## 業績
東京大学時代には大型計算機センター長として、慶應義塾大学の村井純らと共に日本におけるUNIX、インターネットの基礎を築いた。すでに1970年代半ばには、研修先のベル研究所からUNIX 6th Editionを持ち帰って日本ではじめてUNIXを起動したり、そのソースコードを読むための勉強会の開催を実施している。
またかつてのC言語のリファレンス本であった「The C Programming Language」（通称「K&R」）の日本語版「プログラミング言語C」の訳者としても有名。「プログラミング言語C」をはじめ、UNIX関連の著書、訳書を多数執筆した。他にUCSD Pascalの紹介も行っているほか、フリーソフトウェア大賞創設メンバーの一人でもある。

## テレビ出演
1970年代の前半にはNHK教育テレビの「コンピューター講座」の担当者の1人となった。
1981年（昭和56年）にNHK教育テレビで、木曜日の夕方午後5:30から放映される「ジュニア・文化シリーズ サイエンスレーダー」の総合司会を担当した。この番組の内容は本として編集された（『映像ルポ・マイコン : NHKサイエンスレーダー』産業図書、1982年）。番組では当時の新しい技術の紹介がなされた。IT関係では、たとえばワードプロセッサの仮名漢字変換なども紹介された。
1983年、パソコン番組「コンピュートないと」（テレビ東京）の初代司会者を務めた。

## 著書・編書
- 『電子計算機 : フォートラン・アセンブラー・アプリケーション』木村耕との共著、昭晃堂、1970年、NDLJP:12629961
- 『マイクロコンピュータの使い方』産報、1975年、NDLJP:12627144
- 『超大型コンピューターシステム』村田健郎との共著、産業図書、1975年、NDLJP:12627305
- 『マイクロコンピュータプログラミング入門 : Tiny BASIC インタプリタ』近代科学社、1978年、NDLJP:12631493
- 『マイコンBASIC入門』日本放送出版協会、1982年
- 『UNIX』共立出版、1983年、ISBN 4-320-02206-8、NDLJP:12628510
- 『Cプログラミング』岩波書店、1984年、NDLJP:12632110
- 『FORTRAN77システムの使い方』石田晴久編、東京大学出版会、1984年、ISBN 4-13-062061-4、NDLJP:12631067
- 『ワープロと日本語処理』石田晴久ほか編、共立出版、1985年、NDLJP:12241547
- 『MS-DOS』産業図書、1986年、ISBN 4-7828-5026-3、NDLJP:12630844
- 『コンピュータ・ネットワーク』編、共立出版、1986年
- 『コンカレントCP/M入門』岩波書店、1986年、ISBN 4-00-007686-8、NDLJP:12631010
- 『パソコン入門』岩波書店〈岩波新書〉、1988年、ISBN 4004300398、NDLJP:13410025
- 『MS-DOS入門』岩波書店、1988年、ISBN 4-00-007691-4、NDLJP:13412385
- 『Cプログラミング入門』共立出版、1988年、ISBN 4-320-02413-3、NDLJP:13413324
- 『ソフトウェアの基礎』木村耕との共著、昭晃堂、1988年、ISBN 4-7856-3071-X、NDLJP:13413025
- 『新しいOS』土居範久との共編、共立出版、1989年、ISBN 4-320-02406-0、NDLJP:13417087
- 『OS/2』鷹野澄との共著、共立出版、1990年、ISBN 4-320-02399-4、NDLJP:13644978
- 『英語会話表現辞典 システムエンジニア編』旺文社、1991年、ISBN 4-01-075029-4、NDLJP:13659554
- 『コンピュータ・ネットワーク』岩波書店〈岩波新書〉、1991年、ISBN 4-00-430180-7
- 『Xウィンドウとその仲間たち』石田晴久編、共立出版、1993年、ISBN 4-320-02355-2、NDLJP:13638576
- 『UNIX最前線』共立出版、1993年、ISBN 4-320-02676-4、NDLJP:13636794
- 『入門ANSI-C』石田晴久ほか著、実教出版、1993年、ISBN 4-407-02305-8
  - 『入門ANSI-C 増補改訂版』石田晴久ほか著、実教出版、1997年、ISBN 4-407-02383-X
  - 『入門ANSI-C 3訂版』石田晴久,後藤良和,高田大二,中島寛和著、実教出版、2005年、ISBN 4-407-30828-1
- 『はやわかりインターネット』共立出版、1994年、ISBN 4-320-02718-3、NDLJP:13639281
- 『スーパーパソコンの時代』岩波書店、1994年、ISBN 4-00-006509-2、NDLJP:13411691
- 『インターネットの使い方』石田晴久、後藤滋樹編、共立出版、1996年、ISBN 4-320-02801-5
- 『パソコンへの招待』岩波書店、1996年、ISBN 4-00-007886-0
- 『インターネット自由自在』岩波書店〈岩波新書〉、1997年、ISBN 4-00-430551-9
- 『実戦Windows 98入門』岩波書店、1998年、ISBN 4-00-006651-X
- 『Windowsパソコン入門』岩波書店、1999年、ISBN 4-00-005081-8
- 『新パソコン入門』岩波書店〈岩波新書〉、2000年、ISBN 4-00-430701-5
- 『PC-UNIX』石田晴久ほか著、実教出版、2001年、ISBN 4-407-02416-X
- 『ブロードバンドを使いこなす』岩波書店〈岩波アクティブ新書〉、2002年、ISBN 4-00-700009-3
- 『コンピュータの名著・古典100冊 : 若きエンジニア〈必読〉のブックガイド』石田晴久編著、青山幹雄ほか共著、インプレスネットビジネスカンパニー、2003年、ISBN 4-8443-1828-4
  - 『改訂新版 コンピュータの名著・古典100冊 : 若きエンジニア〈必読〉のブックガイド』石田晴久編著、青山幹雄,安達淳,塩田紳二,山田伸一郎共著、インプレスジャパン、2006年、ISBN 4-8443-2304-0
- 『インターネット安全活用術』岩波書店〈岩波新書〉、2004年、ISBN 4-00-430917-4

## 監修書
- 『パソコン大図鑑 : 最新・人気パソコン目的別全カタログ』講談社、1981年
- 『映像ルポ・マイコン : NHKサイエンスレーダー』企画・監修: 石田晴久・古賀義二郎、石川千秋編、産業図書、1982年
- 『コンピュータ用語の意味がわかる辞典』日本実業出版社、1982年
- 『絵でわかるコンピュータ』日本実業出版社、1983年
- 『パソコン言語学』アスキー、1984年
- 『ルンルンマイコン : ベーシック入門マンガ 入門編』小山田つとむ・ダイナミックプロ絵、近藤喜則作、旺文社、1984年
- 『ルンルンマイコン : ベーシック入門マンガ 活用編』ひるた充・ダイナミックプロ絵、近藤喜則作、旺文社、1984年
- 『ルンルンマイコン : ベーシック入門マンガ ゲーム編』高島茂・ダイナミックプロ絵、近藤喜則作、旺文社、1984年
- 『ルンルンマイコン : ベーシック入門マンガ アニメ編』いしわた周一・ダイナミックプロ絵、近藤喜則作、旺文社、1984年
- 『すぐ役立つマイコン用語事典 : 初心者からエキスパートまでの』旺文社、1984年
- 『すぐ役立つニューメディア用語事典 : 初心者からエキスパートまでの』旺文社、1985年
- 『すぐ役立つOA用語事典 : 初心者からエキスパートまでの』旺文社、1985年
- 『UNIX原典 : AT&Tベル研のUNIX開発者自身によるUNIX公式解説書』パーソナルメディア、1986年
- 『構造化BASICによるモジュラー・プログラミング』堀内征治他著、日経マグロウヒル社、1987年
- 『要点チェック式インターネット教科書』上下巻、MCR編、IEインスティテュート、2000年
- 『Mathematica : その無限の可能性 基礎編』小島順ほか著、実教出版、2001年、ISBN 4-407-02417-8
- 『Mathematica : その無限の可能性 応用編』小島順ほか著、実教出版、2001年、ISBN 4-407-02418-6
- 『インターネット・セキュリティ教科書』上下巻、三輪信雄、白橋明弘共編、IDGジャパン、2002年

## 翻訳書
- 『電子計算機と人間 : 人工知能の出現』ドナルド・G.フィンク著、高橋秀俊との共訳、河出書房新社〈現代の科学 19〉、1969年、NDLJP:12626443
- 『電子計算機による画像処理』A.ローゼンフェルド著、島村勲・佐薙充との共訳、共立出版、1971年、NDLJP:12627102
- 『インダストリアル・ダイナミックス』J.W.フォレスター著、小林秀雄との共訳、紀伊国屋書店、1971年、NDLJP:11983759
- 『電子計算機による信号処理』B.ゴールド, C.M.レイダー著、共立出版、1972年、NDLJP:12599865
- 『歪んだコンピュータ : 覗かれた欧米業界の裏面』アイヴォール・キャット著、石田順子との共訳、啓学出版、1976年、NDLJP:12045786
- 『PL/Mマイクロコンピュータープログラミング』ダニエル・D.マクラッケン著、石田晴久監訳、産業図書、1979年、NDLJP:12631606
- 『プログラミング言語C : UNIX流プログラム書法と作法』B.W.カーニハン, D.M.リッチー著、共立出版、1981年、NDLJP:12631646
- 『16ビット・マイクロプロセッサ』Christopher A.Titus他著、石田晴久他訳、共立出版、1982年、NDLJP:12629196
- 『Cハンドブック』Morris I.Bolsky著、共立出版、1986年、ISBN 4-320-02275-0、NDLJP:12630774
- 『UNIXハンドブック』Morris I.Bolsky著、共立出版、1987年、ISBN 4-320-02312-9、NDLJP:12630435
- 『Viハンドブック』Morris I.Bolsky著、エドガー・M.クックとの共訳、共立出版、1989年、ISBN 4-320-02485-0、NDLJP:13410024
- 『プログラミング言語C ANSI規格準拠 第2版』B.W.カーニハン, D.M.リッチー著、共立出版、1989年、ISBN 4-320-02483-4、NDLJP:13417082
  - 『プログラミング言語C ANSI規格準拠 第2版（訳書訂正版）』B.W.カーニハン, D.M.リッチー著、共立出版、1994年、ISBN 978-4320026926、NDLJP:13625491

## 監訳書
- 『UNIXプログラミング環境』ブライアン・W.カーニハン, ロブ・パイク著、野中浩一訳、アスキー出版局、1986年、ISBN 4-87148-351-7、NDLJP:12630999
- 『イラストで読むプログラミング入門』ダニエル・アップルマン著、エー・ピー・ラボ,長尾高弘訳、インプレス、1996年、ISBN 4-8443-4755-1
- 『イラストで読むWWW入門』クリス・シプリー, マシュー・フィッシュ著、榊正憲訳、インプレス、1996年、ISBN 4-8443-4769-1
- 『新・イラストで読むインターネット入門』プリストン・グラーラ著、鷺谷好輝訳、インプレス、1997年、ISBN 4-8443-4781-0
- 『イラストで読むイントラネット入門』プリストン・グラーラ著、木本吉信訳、インプレス、1997年、ISBN 4-8443-4811-6